# Xiróvrysi (Eubée)
Xiróvrysi, en grec moderne : Ξηρόβρυση est un village du dème des Chalcidiens sur l'île d'Eubée[Quoi ?], en Grèce, d'autres (ceux qui savent lire une carte) disent qu'il se trouve sur le continent, séparé du centre-ville de Chalcis par le détroit de l'Euripe, traversé par le Vieux pont d'Evripos.
Selon le recensement de 2011, la population de la localité compte 878 habitants.